# John Joseph Glennon

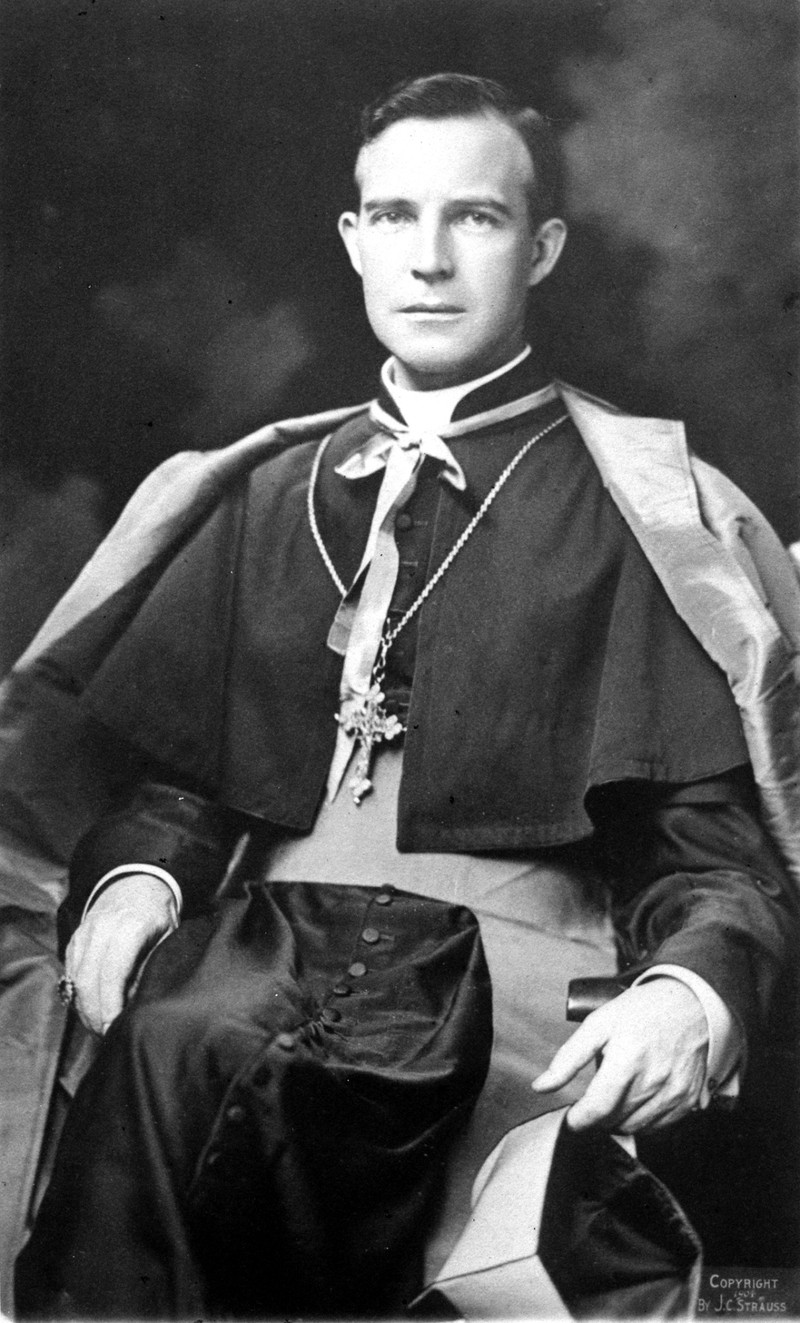
John Joseph Glennon als Erzbischof von St. Louis (1904)

John Joseph Kardinal Glennon (* 14. Juni 1862 in Kinnegad, Irland; † 9. März 1946 in Dublin) war Erzbischof von St. Louis.

## Leben
John Joseph Glennon wurde 1862 in Kinnegad im irischen County Westmeath geboren. 1878 begann er sein Studium der Philosophie und Theologie an der All Hallows College, jetzt Dublin City University. 1882 besuchte Bischof John Joseph Hogan von Kansas City, Missouri, USA das College, um Priester für sein neugegründetes Bistum anzuwerben. Im Alter von 22 Jahren empfing Glennon am 20. Dezember 1884 durch Bischof Hogan die Priesterweihe für die Diözese Kansas City, nachdem Rom aufgrund seines jungen Alters die Dispens erteilt hatte. Glennon war zwei Jahre lang in der St. Patrick’s Gemeinde in Kansas City tätig, danach kehrte er zur Weiterführung seines Studiums nach Europa zurück. Nach einigen Jahren Studium an der Universität in Bonn bat er seinen Bischof um Erlaubnis zum Studium auf einer römischen Universität, dies wurde ihm jedoch nicht gewährt. Stattdessen wurde er zurück nach Kansas City berufen und zum Seelsorger an der Kathedrale und zum Generalvikar der Diözese ernannt.
Papst Leo XIII. ernannte Glennon am 14. März 1896 zum Koadjutorbischof von Kansas City und zum Titularbischof von Pinara. Am 29. Juni spendete ihm Erzbischof John Joseph Kain von St. Louis die Bischofsweihe; Mitkonsekratoren waren der Bischof von Saint Joseph, Maurice Francis Burke, und der Bischof von Davenport, Henry Cosgrove. Er war mit 33 Jahren der jüngste Bischof der Welt.
Am 27. April 1903 ernannte ihn Papst Leo XIII. zum Koadjutorbischof von St. Louis und am 13. Oktober folgte er dem verstorbenen Erzbischof John Joseph Kain als Erzbischof von St. Louis nach. Auch hier war er mit 41 Jahren der jüngste Erzbischof der Welt. Glennon kam während der Weltausstellung 1904 nach St. Louis und wurde von den Einheimischen schnell angenommen, so dass er in wichtigen Projekten der Stadt mit eingebunden wurde. 1907 baute in der Nachfolge der heutigen Basilika St. Louis im Westend die neue Kathedrale Saint Louis, die 1915 vollendet wurde. Im gleichen Jahr konnten die ersten Studenten im neuen Kenrick-Seminar (heute Kenrick-Glennon-Seminar) aufgenommen werden. 1921 ernannte ihn Papst Benedikt XV. zum Päpstlichen Thronassistenten.
Glennon wurde sehr schnell wegen seiner Predigten bekannt und zugleich als bester katholischer Prediger in den USA gerühmt. In seinem Erzbistum gründete er ein diözesanes Kinderhospital, das Cardinal Glennon Children’s Hospital, das an das Medizin-Zentrum der Saint Louis University angegliedert wurde. In Hinsicht auf die Immigranten hatte er die Vorstellung, dass diese sich besser integrieren würden, wenn sie in Gemeinschaften bzw. Gemeinden leben, in denen ihre Sprache gesprochen würde. Er führte ein Programm ein, das als Colonization Movement bekannt ist, in dem er die Einwanderer aus Italien, Österreich, Russland, Polen und Deutschland einlud, in seine Diözese zu kommen. Er half beim Aufbau von Gemeinden, stellte Fördermittel bereit und versorgte die Gemeinden mit Priestern. In Dunklin County kaufte er große Ackerflächen und gab sie den ansässigen katholischen Familien. Auch die Gemeinden von Knobville in Phelps County und Wilhelmina in Dunklin konnten durch Kardinal Glennon und seine „Colonization Realty & Co.“ profitieren. Im Gegensatz zu seinem Nachfolger Erzbischof Joseph Elmer Ritter setzte er sich nicht für eine Aufhebung der Rassentrennung ein; dies rief Kritik hervor.

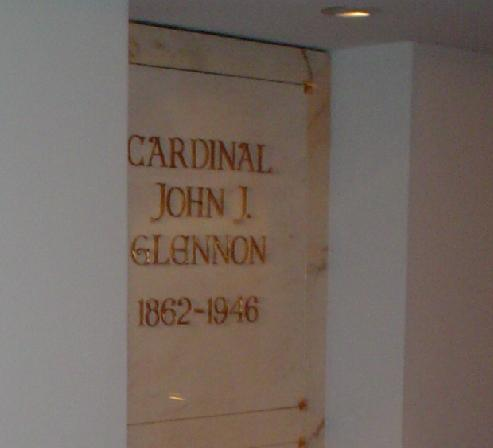
Grabstätte des Kardinals in der Kathedrale von Saint Louis

Am 18. Februar 1946 kreierte Papst Pius XII. Erzbischof Glennon zum Kardinal und ernannte ihn zum Kardinalpriester von San Clemente. Aufgrund seiner schlechten Gesundheit zögerte er zunächst, an den Zeremonien in Rom teilzunehmen, fuhr aber letztlich nach Rom. Nachdem die Zeremonien beendet waren, fuhr er nach Irland, um von dort wieder nach St. Louis zurückzukehren, starb jedoch am 9. März 1946 im Alter von 83 Jahren in Dublin. Sein Leichnam wurde nach St. Louis überführt und in der dortigen Kathedrale bestattet. Sein Grab ist das erste erzbischöfliche Grab in der Krypta der Kathedrale.